# C8H7BrO
化学式C8H7BrO（摩尔质量 199.04 g/mol）可能指：
- α-溴苯乙酮，CAS号：70-11-1
- 2-溴苯乙酮，CAS号：2142-69-0
- 3-溴苯乙酮，CAS号：2142-63-4
- 4-溴苯乙酮，CAS号：99-90-1

|  | 这个同类索引页列出了具有相同分子式的化学物（即同分異構體）条目。 除非您是有意链接至本页，否则应将相应条目的内部链接指向正确的条目。 |